# Marino Marini (muzikant)
Marino Marini (Seggiano, 11 mei 1924 - Milaan, 20 maart 1997) was een Italiaanse zanger, muzikant, componist en occasioneel acteur die internationaal succes oogstte in de jaren 50 en 60 van de 20ste eeuw.

## Beknopte biografie
Hij werd geboren in een muzikale familie te Seggiano in de regio Grosetto. Na kortstondig elektronica gestudeerd te hebben, startte hij met een opleiding piano, viool en compositie aan het Conservatorio Gioacchino Rossini te Bologna. Na zijn legerdienst ('47) werd hij als artistiek directeur aangesteld in een muziekhal te Napels, alwaar hij al een liefde voor de Napolitaansche muziek ontwikkelde. Tezelfdertijd schaafde hij zijn muzikale bekwaamheden bij aan het Conservatorio di San Pietro a Majella di Napoli.
Omstreeks 1950 maakte hij een zes maanden durende reis door de Verenigde Staten, alwaar hij kennis maakte met Dizzy Gillespie, Stan Kenton en Charlie Ventura. Een andere belangrijke invloedsfactor in zijn muziek was Amerikaanse jazz. Na zijn terugkeer plaatste hij een zoekertje in de krant met de titel gezocht jonge muzikant zonder ervaring, in de toon blijvend. Niet solliciteren, indien niet opgewekt! Uit alle reacties selecteerde hij Totò Savio (gitaar), Sergio Peppino (drums) en Ruggero Cori (contrabas en zang). Marino zelf bespeelde de piano en zong. Samen vormden ze Marino Marini ed il suo Quartetto. Hiermee bracht hij onder meer "The Honeymoon Song" uit, de titelsong van de film Luna de miel.

## Selectieve discografie

### Singles
- 1956 - Allegri ballabili (I) (Durium, ms A 535)
- 1956 - Allegri ballabili (II) (Durium, ms A 542)
- 1956 - Allegri ballabili (III) (Durium, ms A 553)
- 1956 - Allegri ballabili (IV) (Durium, ms A 559)
- 1957 - Allegri ballabili (V) (Durium, ms A 571)
- 1957 - Marino Marini e il suo quartetto (Durium, ms A 580)
- 1957 - Marino Marini e il suo quartetto (Durium, ms A 584)
- 1958 - Marino Marini e il suo quartetto (Durium, ms A 596)
- 1959 - Marino Marini e il suo quartetto (Durium, ms A 77001)
- 1959 - Marino Marini e il suo quartetto nº 2 (Durium, ms A 77013)
- 1959 - Marino Marini e il suo quartetto nº 3 (Durium, ms A 77016)
- 1960 - Marino Marini e il suo quartetto Vol. 4 (Durium, Sa A 77029)

### 45-toeren
- 1957 - Luna lunatica/che c'è Conce'? (Durium, Ld A 6086)
- 1957 - Don Ciccio 'o piscatore/Mariantò (Durium Ld a 6112)
- 1958 - La bella del giorno/Domenica è sempre domenica (Durium, Ld A 6218)
- 1959 - Marina/Il tango della gelosia (Durium, Ld A 6679)
- 1959 - Oh, oh, Rosy/Luna napoletana (Durium, Ld A 6788)
- 1961 - Calcutta (io parto per Calcutta)/Non sei mai stata così bella (Durium, Ld A 7026)
- 1961 - Sei bella/Un'ora senza te (Durium, Ld A 7027)
- 10 december 1961 - Moliendo Café/Rosita Cha Cha Cha (Durium, Ld A 7126)
- 16 april 1962 - Irena/Caterina (Durium, Ld A 7170)
- 11 mei 1962 - Caffettiera twist/Mille luci (Durium, Ld A 7183)
- 17 mei 1962 - Esperanza/Poco pelo (Durium, Ld A 7184)
- 1964 - Ho capito che ti amo/Mi sento stupido (Durium, Ld A 7389)

### Ep
- 1958 - Marino Marini e il suo quartetto (Durium, ep A 3045)
- 1959 - Marino Marini e il suo quartetto (Durium, ep A 3060)
- 1960 - Marino Marini e il suo quartetto (Durium, ep A 3202)

- Biblioteca Nacional de España: XX1460840
- Bibliothèque nationale de France: cb14018099r (data)
- CiNii: DA02034706
- Gemeinsame Normdatei: 134682955
- International Standard Name Identifier: 0000 0000 7824 6546
- Library of Congress Control Number: no2006065375
- Nationale Bibliotheek van Letland: 000167421
- MusicBrainz: fea9402e-51e6-49e3-b11a-f8cefd845fc4
- Nationale Bibliotheek van Israël: 987007370465905171
- Istituto Centrale per il Catalogo Unico: CFIV208115
- Virtual International Authority File: 34656023
- WorldCat: E39PCjDk6PBdgyFRJQQdhhYC6X